# Bob Verbeeck
Bob Verbeeck, född 5 augusti 1960, är en friidrottare från Belgien. Han deltog vid olympiska sommarspelen 1984.